# Dinner at Eight
Dinner at Eight is een film uit 1933 onder regie van George Cukor. De film is gebaseerd op het gelijknamig toneelstuk van George S. Kaufman en Edna Ferber. Destijds werd hij in Nederland uitgebracht onder de titel Om 8 uur aan tafel. De film gaat over de sociale en financiële problemen van een groep mensen ten tijde van de Grote Depressie.

## Verhaal
Millicent Jordan is een rijke socialite die wekelijks een exclusief formeel diner organiseert, waar men graag een geziene gast is. Ze is zo blij dat Lord en Lady Ferncliffe, een stel dat ze in Engeland heeft ontmoet, aanwezig zullen zijn, dat ze geen oog heeft voor de problemen binnen de familie. Haar echtgenoot Oliver, een scheepsmagnaat uit New York, is allesbehalve enthousiast over sociale bijeenkomsten en haar dochter Paula is druk bezig met de voorbereiding van de terugkeer van diens verloofde Ernest DeGraff uit Europa. Millicent probeert ondertussen een geschikte metgezel te vinden voor haar gast Carlotta Vance, een voormalig theateractrice die zich heeft gevestigd in Europa.

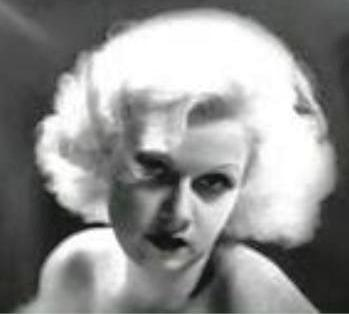
Jean Harlow als Kitty Packard

Gedurende de week komt Oliver tot de ontdekking dat de Grote Depressie haar sporen heeft achtergelaten op zijn scheepsbedrijf: hij is niet ver verwijderd van een faillissement. Carlotta, tevens een oude geliefde van Oliver, biedt hem aan om haar aandeel in zijn bedrijf te verkopen, maar Oliver kan zich dit niet veroorloven. Tijdens zijn gesprek met Carlotta ontvangt hij een bezoek van Dan Packard, een ruwsprekende nouveau riche. Oliver vertelt hem in vertrouwen over zijn financiële tegenslagen. Mijnmagnaat Dan keert terug naar huis en vertelt zijn vrouw Kitty, een geldbeluste jongedame, over zijn plannen om Oliver te oplichten.
Ondanks het enthousiasme van zijn vrouw, wil Dan aanvankelijk niet naar het diner van Millicent komen. Pas als hij hoort dat de Ferncliffes ook aanwezig zullen zijn, verandert hij van gedachten. Echter, Dan weet niet dat Dr. Wayne Talbot ook aanwezig zal zijn, een dokter die een affaire heeft met Kitty. Op de avond voor het diner is Millicent nog steeds een man tekort. Ze belt Larry Renault, een alcoholistische acteur uit de stomme film die leeft in vergane glorie. Larry heeft tegen Millicents weten in ooit een affaire gehad met Paula. Paula probeert hem ervan te overtuigen het diner te bijwonen, maar Larry benadrukt dat ze hem achter zich moet laten voor haar aanstaande man. Carlotta ziet Paula niet veel later Larry's hotelkamer verlaten en vreest het ergste. Als Larry van zijn manager Max Kane krijgt te horen dat de producent van het toneelstuk waar hij de hoofdrol in speelt is vervangen door Jo Stengel en dat Jo hem wil ontslaan, zoekt Larry toevlucht in de alcohol.
De volgende dag Talbot betrapt door zijn vrouw Lucy tijdens een intiem telefoongesprek met Kitty. Hij geeft toe dat hij verslaafd is aan de affectie van vrouwen en, voordat ze het kunnen uitpraten, wordt hij onderbroken door een bezoek van Oliver. Talbot probeert te verbergen dat Oliver een trombose heeft aan zijn hart en stuurt hem terug naar huis in de waan dat hem niets mankeert. Eenmaal thuis drukt Oliver zijn zorgen uit over zijn gezondheid, maar Millicent is te druk met het regelen van het diner om aandacht te besteden aan haar man.
Ondertussen biecht Kitty op aan haar man dat hij een affaire heeft. Dan is razend en kondigt onmiddellijk aan dat hij van haar wil scheiden, maar zij dreigt iedereen te vertellen over zijn corrupte plannen als hij dit doorvoert. Vlak voor het diner besluit Larry in een dronken bui zich af te reageren op Stengel. Als Max hem vertelt dat hij met deze actie zijn carrière heeft geruïneerd, pleegt Larry zelfmoord. Tijdens het diner staat Paula op het punt om haar verloving met Ernest te breken, als Carlotta haar vertelt over het lot van Larry. Ondertussen wordt Millicent op de hoogte gesteld van Olivers gezondheid. Ze realiseert zich op dat moment hoe egoïstisch ze zich de laatste tijd heeft gedragen en belooft Oliver om hem te verzorgen. De film eindigt met een aankondiging van Dan, waarin hij vertelt dat hij Oliver met rust zal laten.

## Rolverdeling
| Acteur              | Personage           | Opmerkingen                                                          |
| ------------------- | ------------------- | -------------------------------------------------------------------- |
| Marie Dressler      | Carlotta Vance      | Een ouder wordende actrice wier hoogtijdagen al lang voorbij zijn.   |
| John Barrymore      | Larry Renault       | Een in vergetelheid geraakte acteur met een voorliefde voor drank.   |
| Wallace Beery       | Dan Packard         | Een corrupte, doch succesvolle zakenman.                             |
| Jean Harlow         | Kitty Packard       | Een eenzame, maar verwaande aanstelster.                             |
| Lionel Barrymore    | Oliver Jordan       | Een zakenman die ernstig te verduren heeft onder de Grote Depressie. |
| Lee Tracy           | Max Kane            | Larry's wanhopige agent.                                             |
| Edmund Lowe         | Dr. Wayne Talbot    | Een overspelige dokter die enkel de rijken behandelt.                |
| Billie Burke        | Millicent Jordan    | Een oppervlakkige, welvarende socialite.                             |
| Madge Evans         | Paula Jordan        | Oliver en Millicents ietwat rebelse dochter.                         |
| Jean Hersholt       | Jo Stengel          | Een succesvolle theaterproducent.                                    |
| Karen Morley        | Mevrouw Lucy Talbot | Wayne Talbots depressieve echtgenote.                                |
| Louise Closser Hale | Hattie Loomis       | Een van de gasten van het diner.                                     |
| Phillips Holmes     | Ernest DeGraff      | Paula's verloofde.                                                   |
| May Robson          | Mevrouw Wendel      | Een van de gasten van het diner.                                     |
| Grant Mitchell      | Ed Loomis           | Een van de gasten van het diner.                                     |

## Productie

### Preproductie
De film is gebaseerd op het gelijknamig toneelstuk dat van oktober 1932 tot en met mei 1933 werd opgevoerd op Broadway. Joseph M. Schenck kocht in februari 1933 de rechten van het stuk en plande om het voor juni dat jaar uit te brengen via United Artists.
Geïnspireerd door het succes van Grand Hotel (1932) wilde de toen nog beginnende filmproducent David O. Selznick de tweede mozaïekfilm maken met steracteurs. Hij wilde het succes van Grand Hotel evenaren, met als doel te bewijzen dat hij een waardig concurrent was van Irving Thalberg, de producent van die film. Dinner at Eight betekende Selznicks eerste samenwerking met George Cukor, een regisseur met wie hij later ook werkte aan David Copperfield (1935), The Prisoner of Zenda (1937) en Gone with the Wind (1939). Aanvankelijk zou Thalberg de productie in zijn handen nemen, maar hij werd ernstig ziek en was genoodzaakt zich terug te trekken.

### Acteurs
De audities bleek niet zo moeizaam als bij Grand Hotel, maar verliep niettemin niet zonder problemen. Marie Dressler was een van de eerste actrices die uitgekozen werd. Toen haar de rol, die was geïnspireerd op theateractrice Maxine Elliott, werd aangeboden, hoefde Dressler niet lang te aarzelen. Ze was namelijk goed bevriend met Frances Marion, de scenarioschrijfster die de bewerking van het originele toneelstuk op zich nam. Cukor vond Dressler niet geschikt, maar ze kreeg niettemin de rol. Ook Lionel Barrymores medewerking kostte de studiobazen weinig moeite. Problemen kwamen pas toen er een regisseur aangesteld moest worden. Selznick wilde graag samenwerken met Cukor, een man met wie hij al eerder had gewerkt bij RKO Radio Pictures. Cukor was echter homoseksueel en Louis B. Mayer, de eigenaar van Metro-Goldwyn-Mayer, de studio waar Dinner at Eight werd gemaakt, stond bekend als een berucht homofoob. Desondanks werd Cukor aangesteld.
Nog een probleem ontstond toen Mayer zijn zorgen uitdrukte over het kiezen van John Barrymore en Jean Harlow. Hij vreesde dat Barrymores buitensporig drankgedrag voor moeilijkheden kon zorgen en dat Harlow als actrice niet bekwaam genoeg zou zijn om zich staande te houden naast de andere spelers. Desondanks kreeg Selznick toestemming de twee in te zetten. Hij vertelde Mayer dat dat hij goede ervaringen had met John Barrymore op de set van A Bill of Divorcement (1932). Ondertussen verzekerde Cukor, na het zien van Red Dust (1932), Mayer er van dat Harlow wel degelijk kon acteren.

### Opnamen
Toen alle acteurs eenmaal waren geselecteerd in een rol, bleek dat ieders schema zo vol was, dat de film binnen 30 dagen opgenomen moest worden. De film werd uiteindelijk binnen 25 dagen opgenomen, met $387.000 aan kosten. Tijdens de opnames werd streng gelet op de gezondheid van Dressler, omdat ze vlak voor het begin van de opnames een operatie was ondergaan in New York. Enkele crewleden twijfelden aan haar fysieke mogelijkheden, maar Dressler stond er op de rol te spelen. De crew zorgde ervoor dat ze zo min mogelijk hoefde te lopen en ze mocht maximaal drie uur per dag werkzaam zijn. De voorzorgsmaatregelen bleken niet overbodig: de opnames vereisten veel energie van de actrice en nadien bracht ze veel tijd door in bed.
John Barrymore gedroeg zich, tegen verwachting van Mayer in, zoals gewenst werd. Hij deed wat hem gevraagd werd, hielp zijn collega's en ontwikkelde zijn personage door regelmatig acteurs in vergane glorie te imiteren. De laatste draaidagen werden in april 1933 afgerond.

## Ontvangst
De première van Dinner at Eight vond plaats op 23 augustus 1933 in het Astor Theatre te New York. De film werd onmiddellijk een groot succes en critici schreven gunstig over de kwaliteit. Het blad Variety noemde het verhaal 'pakkend en ontspannend van begin tot eind. Alle lof ging naar Dressler en vooral Harlow, van wie de laatstgenoemde volgens het blad wist op te vallen ondanks de andere bekende acteurs. Niet iedereen deelde Variety's mening over Dressler. Fans waren het in het algemeen over eens dat de actrice een personage vertolkte die niet bij haar paste.
Dinner at Eight zorgde voor een stijgende populariteit van en kritisch aanzien voor Harlow. Uiteindelijk dankte ze aan deze film zelfs haar sterrenstatus. Veel van haar scènes speelden af in een door Hobe Erwin en Fred Hope ontworpen slaapkamer. Deze stijl droeg uiteindelijk bij aan de populariteit van de decoratieve stijlbeweging art deco. De jurk die ze gedurende de film droeg werd razend populair en werd naar verwezen als de 'Jean Harlow dress'.
Hoewel de aandacht voornamelijk ging naar Dressler en Harlow, was de film ook van invloed voor de andere acteurs. Voor Billie Burke was de impact Dinner at Eight triomfantelijk.